# Science (film 1911)
Science è un cortometraggio muto del 1911. Il nome del regista non viene riportato nei titoli del film il cui soggetto è tratto dal racconto A Dog's Tale di Mark Twain. Con la cagna Lassie.

## Trama
La tranquilla serata in famiglia del dottor Crawford viene interrotta dall'arrivo di un collega che comincia a parlare di lavoro con il padrone di casa. I due, interessati agli esperimenti sugli animali, prendono come cavia il cucciolo con cui sta giocando la figlioletta di Crawford. Nonostante i pianti della bambina e l'apprensione della cagna, mamma del piccolo, i due scienziati proseguono il loro esperimento che porta alla morte del cagnolino.

## Produzione
Il film fu prodotto dall'Independent Moving Pictures Co. of America (IMP). Il soggetto da cui prende spunto la sceneggiatura venne scritto da Mark Twain per la National Anti-Vivisection Society di Londra.

## Distribuzione
Il film - un cortometraggio di 229 metri - uscì nelle sale il 24 luglio 1911 distribuito dalla Motion Picture Distributors and Sales Company. Nelle proiezioni, veniva programmato con il sistema dello split reel, accorpato in un'unica bobina con un altro cortometraggio prodotto dall'IMP, la commedia Won by a Foot.
Non si conoscono copie ancora esistenti della pellicola che viene considerata presumibilmente perduta.